# Укргипроруда
Укргипроруда — институт по проектированию предприятий рудного, флюсового, огнеупорного сырья и строительных материалов. Наследник союзного государственного института «Южгипроруда».

## История
Создан 14 сентября 1933 года в соответствии с приказом № 229 Главного управления металлургической промышленности в городе Харьков с филиалом в городе Кривой Рог. 
Упразднён в 2010 году. 

## Характеристика
Институт был комплексной генеральной организацией по проектированию строительства новых и реконструкции действующих карьеров, шахт, рудников, обогатительных, агломерационных и окомковальных фабрик, объектов транспортного, энергетического, ремонтного, складского хозяйства и объектов жилищно-гражданского назначения горнорудных предприятий Украины, России, Грузии, Азербайджана.
По проектам института созданы горно-обогатительные комбинаты:
- по добыче и переработке железорудного сырья: Северный, Южный, Новокриворожский, Полтавский, Лебединский ГОКи, Камыш-Бурунский и Михайловский железорудные комбинаты, Южно-Коробковский и Данковский доломитные комбинаты, Студеневское, Щёлковское, Барсуковское, Жирновское рудоуправления, Чиатурмарганец (Грузия), шахта имени Академика Губкина (Комбинат КМАруда);
- по добыче и переработке марганцевого сырья: Марганецкий и Орджоникидзевский ГОКи, Чиатурмарганец;
- по добыче и переработке флюсового сырья: 12 специализированных предприятий в составе 21 карьера и 20 дробильно-обогатительных фабрик (Докучаевский комбинат, Комсомольское, Новотроицкое, Балаклавское, Дружковское, Кировоградское, Приазовское, Овручское рудоуправления).

Институт проектировал предприятия по добыче огнеупорных глин, бентонитов, каолина и кварцевых песков.
Специалистами института оказывалась техническая помощь в проектировании горнодобывающих предприятий Монголии, Индии, Ирана, Болгарии.
С 1997 года в институте начато новое направление, связанное с энергосбережением. Разработаны системы комплексной автоматизации предприятий топливно-энергетического комплекса (энергетических компаний, ТЭС, ТЭЦ, теплосетей, предприятий по добыче, переработке, транспортировке и реализации нефти и газа), крупных и средних промышленных предприятий с энергоёмким производством (ГОК, ГМК и т. д.).
В 2004 году в институте работало 200 специалистов.